# Juan Sebastián Gatti
Juan Sebastián Gatti (Córdoba, Argentina; 1963) es un escritor y pedagogo mexicano.
Su familia llegó a México exiliada tras el golpe de Estado de 1976 en su país. Realizó  estudios universitarios de lingüística y literatura en la ciudad de Puebla, donde radica desde 1981 dedicado a la escritura, la docencia y el periodismo.

## Obra
Según diversos críticos, su obra narrativa se caracteriza por la recuperación de las mitologías de la infancia, la ironía y una prosa desenfadada, elegante y muy personal, en textos de claro hibridismo genérico, a caballo entre el cuento, la novela, el artículo periodístico y el ensayo.
Sus textos han sido recogidos en diversas recopilaciones, tales como Antología de narradores de Puebla (Puebla, 2002), Insólitos y ufanos : antología del cuento en Puebla 1990-2001 (Puebla, 2003), Relatos en la sombra (Puebla, 2007), Letras en guardia IV (México, 2009) y México sabe México (Sevilla, 2010), y en revistas literarias como Crítica y Casa de las Américas.
En 2015, bajo el título Filibusteros (y su fábula)m presentó una novela que originalmente había publicado en marzo de 1998 en las páginas del periódico La Jornada de Oriente a manera de novela por entregas. Novela de aventuras ubicada en el siglo XVIII, el libro es una parodia a las historias de piratas, recreando atmósferas delirantes a través de capítulos cortos llenos de humos e imaginación.
Desde finales del siglo XX se deduca a la enseñanza, particularmente de la lectura y en la literatura juvenil, como se aprecia en sus libros de ensayos.
Es el autor de la sección mexicana del Gran diccionario de autores latinoamericanos de literatura infantil y juvenil (SM, 2010), coordinado por Jaime García Padrino.

## Obra publicada
Cuentista, novelista y ensayista, es autor de las obras:

### Trabajos individuales
- Recuerdos de Lucinda y otros Grimaldi de Este Lado (BUAP, 1998. Relatos enlazados)
- Filibusteros (1998. Novela por entregas publicada en el periódico La Jornada de Oriente)
- Leer literatura en la escuela secundaria (2004, ensayo)
- Un bicho horrible pero cierto (2006, relatos enlazados)
- Los días contados (2007, cuentos)
- La artimaña y el prodigio (2010, ensayo, en coautoría con Ireri Figueroa)
- Filibusteros (y su fábula) (BUAP, 2015, novela)
- En el principio fue el verso (Alianza Francesa de Puebla, 2015. Poesía)
- El acto furtivo: un diario de viaje (Edaf, 2016. Literatura de viaje)

### Obras colectivas
- México sabe México: textos de cincuenta prosistas contemporáneos (Universidad de Sevilla, 2010. Recopilación de textos narrativos realizada por Concepción Zayas).
- Piezas cambiantes: escritores en Puebla frente al siglo XXI (Secretaría de Cultura del estado de Puebla, 2010. Antología de cuentos y ensayos realizada por Jaime Mesa. Prólogo de Esperanza Toral).
- El último apaga la luz: Antología de alumnos de la Escuela de Escritores de la Sogem-Puebla (BUAP e Instituto Municipal de Arte y Cultura de Puebla, 2011. Antología de cuento. Recopilación y presentación de Juan Sebastián Gatti. Prólogo de Beatriz Meyer).
- La trampa de la medusa: Antología de alumnos de la Escuela de Escritores Sogem-Puebla (BUAP e Instituto Municipal de Arte y Cultura de Puebla, 2011. Antología de cuento).
- Torre de palabras: Hablar y escribir en la escuela moderna (Cuadernos de la Escuela Moderna, 2021. Ganador de la Beca Antoni Benaiges. Educación y Pedagogía Freinet).